# Касетний скандал

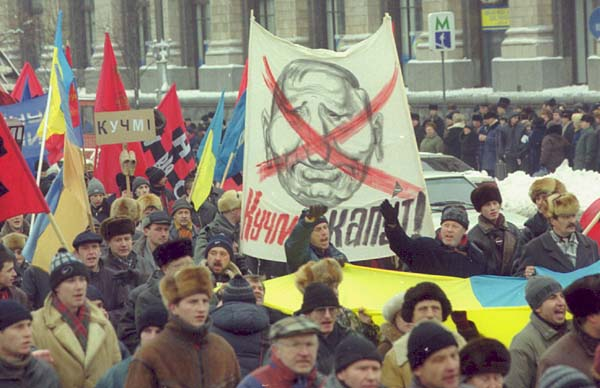
Касетний скандал став однією з передумов акції «Україна без Кучми». Київ, 6 лютого 2001 року.

Касе́тний сканда́л (Кучмагейт, Плівки Мельниченка) — політичний скандал в Україні, що вибухнув після оприлюднення аудіозаписів із кабінету Президента України Леоніда Кучми восени 2000 року, які вказували на можливу причетність Кучми та ряду інших високопосадовців до викрадення та вбивства журналіста Георгія Гонгадзе.
Назва «касетний» походить від першого публічного оприлюднення аудіо-записів на касетному магнітофоні лідером Соціалістичної партії України Олександром Морозом, які він отримав від майора управління державної охорони України Миколи Мельниченка. Сам Мельниченко стверджував, що він під час проходження служби, самостійно і з власної ініціативи, таємно робив записи з кабінету президента Кучми на диктофон, що був схований під диваном.
Низка політиків і громадських діячів піддавали сумніву достовірність записів, і вважали, що скандал був організований спецслужбами Росії.

## Хронологія подій
16 вересня 2000 року зник опозиційно налаштований журналіст Георгій Гонгадзе. Саме в цей час Президент України Леонід Кучма вибудовував сильну вертикаль президентської влади, а в суспільстві накопичувались опозиційні настрої, викликані авторитарними методами державного управління.
28 листопада 2000 року, через два місяці після зникнення Гонгадзе, Олександр Мороз проінформував Парламент і журналістів про те, що він володіє таємними записами розмов Президента Л. Кучми та високопоставлених урядових чиновників, які кидають світло на вбивство Гонгадзе. За словами Мороза, в розмовах, записаних співробітником Служби Охорони Президента Миколою Мельниченком, беруть участь Кучма та його найближчі помічники — Глава Адміністрації Президента Володимир Литвин, Міністр внутрішніх справ Юрій Кравченко та керівник СБУ Л. Деркач, які обговорюють діяльність Гонгадзе і вирішують, як з ним бути. На думку О. Мороза та деяких інших членів Парламенту, ці розмови дають підставу вважати, що Президент певним чином причетний до зникнення Г. Гонгадзе.
Олександр Мороз 28 листопада 2000 р. оприлюднив записи майора Мельниченка, зроблені у кабінеті тодішнього президента Леоніда Кучми.
- Стенограма ранкового засідання ВРУ 28.11.2000 (недоступне посилання) архівована копія від 30.09.2007.
- Стенограма аудіозапису, який був отриманий О. Морозом від офіцера СБУ [Архівовано 29 травня 2019 у Wayback Machine.].

Чинна влада рішуче відкинула будь-які звинувачення у причетності до загибелі Г. Гонгадзе та намагалася зам'яти конфлікт, проте через місяць більш ніж половина населення України виявляється обізнаними зі змістом «плівок Мельниченка».
З 15 грудня 2000 року в Києві починаються акції протесту з нагоди 3 місяців з дня зникнення Гонгадзе, які 19 грудня переростають в акцію «Україна без Кучми». Серед очільників акції — Юрій Луценко, Володимир Чемерис, Михайло Свистович. До акції приєдналася також партія «Батьківщина», очолювана Ю. Тимошенко, на бік опозиції стає українська діаспора.
2 вересня 2002 року Тимчасова слідча комісія Верховної Ради України, очолювана Г. Омельченком, розглянувши заяви М. Гонгадзе і М. Мельниченка, дослідивши викладені у них фактичні дані, а також зроблені М. Мельниченком у службовому кабінеті Президента України Л. Кучми аудіозаписи розмов Президента України Л. Кучми з його найближчим оточенням, взявши до уваги висновки експертизи, проведеної компанією «Бек Тек» (США, експерт Брюс Е. Кеніг) та інші зібрані докази, дійшла висновку: наявних доказів достатньо для того, щоб вважати Президента України Л. Кучму, та низку осіб з його найближчого оточення (В. Литвина, Ю. Кравченка, Л. Деркача) співучасниками злочину, передбаченого ч. 3 ст. 27, ч. 3 ст. 146 КК України, себто організаторами викрадення журналіста Георгія Гонгадзе, «вчиненого організованою групою осіб за попередньою змовою, що спричинило тяжкі наслідки».
На підставі зібраних доказів Тимчасова слідча комісія ухвалила вимагати від Генерального прокурора України С. Піскуна відповідно до ст. 94, 95, 97, 98 КПК України порушити кримінальну справу проти Президента України Л. Кучми, інших названих осіб за ознаками злочинів, передбачених ч. 3 ст. 27, ч. 3 ст. 146 КК України.

## Наслідки
Розслідування кримінальної справи про обставини записів Мельниченка і смерть Георгія Гонгадзе залишаються недостатньо з'ясованими, усупереч масі інформації, про що свідчать численні журналістські розслідування.
Записи Мельниченка, який заявив про наявність доказів, що колишній президент Кучма має бути звинуваченим у зловживанні службовим становищем і незаконних діях, розпорядження посадовим особам МВС, фігурували у кримінальній справі за фактом вбивства Гонгадзе, відкритій проти Кучми 21 березня 2011 р. Український районний суд зобов'язав прокурора про припинення кримінального обвинувачення проти Кучми 14 грудня 2011-го на підставі того, що докази про його причетність до вбивства Гонгадзе, недостатні. Суд відхилив записи Мельниченка як докази.
«Касетний скандал» потяг за собою звільнення голів СБУ та МВС — Деркача і Кравченка.